# Olle Nilsson (militär)
Hans Olov (Olle) Nilsson, född 1950 i Lidingö församling, är en svensk militär.
Olle Nilsson är son till kapten Ingemar Nilsson och speciallärare Majbritt Carlsson. Han blev officer 1977, kapten vid Svea livgarde 1980, major 1985, anställdes i arméstaben 1992 och befordrades till överstelöjtnant 1996. Nilsson var utbildningsledare och tillförordnad chef för Dalabrigaden 1996–1997, avdelningschef vid Militära underrättelse- och säkerhetstjänsten 1998–2000 och åter från 2002, samt anställd vid Livgardet från 2000.